# Leptodontium trifarium
Leptodontium trifarium är en bladmossart som beskrevs av Brotherus 1924. Leptodontium trifarium ingår i släktet groddmossor, och familjen Pottiaceae. Inga underarter finns listade i Catalogue of Life.